# Giorgio Oberweger
Giorgio Oberweger (ur. 22 grudnia 1913 w Trieście, zm. 14 października 1998 w Rzymie) – włoski lekkoatleta (dyskobol), medalista olimpijski z 1936 i wicemistrz Europy z 1938.
Był wszechstronnym lekkoatletą. Największe osiągnięcia miał w rzucie dyskiem, ale sukcesy odnosił również w biegu na 110 metrów przez płotki.
Zajął 6. miejsce w rzucie dyskiem na mistrzostwach Europy w 1934 w Turynie.
Na igrzyskach olimpijskich w 1936 w Berlinie zdobył w tej konkurencji brązowy medal (wyprzedzili go Amerykanie Ken Carpenter i Gordon Dunn).
Został wicemistrzem w rzucie dyskiem na mistrzostwach Europy w 1938 w Paryżu (za Willim Schröderem z Niemiec). Na tych samych mistrzostwach startował również w biegu na 110 metrów przez płotki, ale odpadł w przedbiegach.
W czasie II wojny światowej był pilotem, brał udział w działaniach nad Anglią i Afryką. Odznaczony srebrnym Medalem za Męstwo Wojskowe.
Na igrzyskach olimpijskich w 1948 w Londynie wystąpił w trzech rolach: jako zawodnik (odpadł w eliminacjach rzutu dyskiem), jako techniczny komisarz reprezentacji Włoch oraz jako sędzia chodu sportowego.
Później był m.in. wiceprezesem Włoskiego Związku Lekkiej Atletyki i członkiem Rady IAAF.
Był mistrzem Włoch w rzucie dyskiem w latach 1934 i 1936-1938, a także w biegu na 110 metrów przez płotki w 1939.
W latach 1934–1938 dziewięciokrotnie poprawiał rekord Włoch w rzucie dyskiem, doprowadzając go do rezultatu 51,49 m (22 maja 1938 w Trieście). Był również rekordzistą Włoch w biegu na 110 metrów przez płotki z czasem 14,7 s (27 sierpnia 1938 we Florencji).